# 华山路站 (合肥)
华山路站位于中华人民共和国安徽省合肥市包河区（滨湖新区）云谷路与华山路交叉口地下，是合肥轨道交通5号线的地铁车站。

## 车站楼层
| B1 | 站厅                             | 出入口、票务服务、自动售票机、人工服务台 |  |
| B2 |                                  | █ 5号线列车往贵阳路方向 （云谷路）       |  |
| B2 | 岛式站台                         |                                          |  |
| B2 | █ 5号线列车往汲桥路方向 （沈湾） |                                          |  |

## 车站结构
华山路站位于云谷路与华山路交叉口，沿云谷路东西向布置，车站为地下两层单柱双跨岛式车站，站台宽度12m。